# パーシー・ジャクソンとオリンポスの神々/魔の海
『パーシー・ジャクソンとオリンポスの神々/魔の海』（Percy Jackson: Sea of Monsters）は、リック・ライアダンの小説『魔海の冒険』を原作とした2013年のアメリカ合衆国のファンタジー・冒険映画である。2010年の映画『パーシー・ジャクソンとオリンポスの神々』の続編であり、引き続いてパーシー・ジャクソン（ローガン・ラーマン）の冒険が描かれる。アメリカ合衆国では2013年8月7日に、3D及び2Dで公開された。

## あらすじ
学校で怪物に襲われた主人公パーシー・ジャクソンは、人間と神のハーフを訓練するハーフ訓練所に戻ってみた。すると、ハーフ訓練所を守っているタレイアの松が何者かに毒を盛られて枯れかかり、訓練所は、危機に陥っていた。
タレイアの松を復活させる魔法の道具を求めて魔の海へと向かったパーシーの前に、宿敵クロノスの手下となったかつての友人ルークが現れる。
新たに判明した家族の秘密を受け入れられないまま、再び冒険へと向かうパーシーの行く先にさらなる何かが待ち構えていた。

## キャスト
| 役名                       | 俳優                                    | 日本語吹替        |
| -------------------------- | --------------------------------------- | ----------------- |
| パーシー・ジャクソン       | ローガン・ラーマン                      | 宮野真守          |
| アナベス・チェイス         | アレクサンドラ・ダダリオ                | 渡辺麻友（AKB48） |
| タイソン                   | ダグラス・スミス                        | 木村良平          |
| クラリサ・ラ・ルー         | レヴェン・ランビン                      | 田村睦心          |
| グローバー・アンダーウッド | ブランドン・T・ジャクソン               | 林勇              |
| ルーク・キャステラン       | ジェイク・アベル                        | 野島健児          |
| ケイロン                   | アンソニー・スチュワート・ヘッド        | 仲野裕            |
| ミスターD                  | スタンリー・トゥッチ                    | 島田敏            |
| タレイア・グレース         | パロマ・クワイアトコウスキー            | 大津愛理          |
| ヘルメス                   | ネイサン・フィリオン                    | 宗矢樹頼          |
| グレイシスター             | メアリー・バードソング                  | 杉村理加          |
| グレイシスター             | イヴェット・ニコール・ブラウン          | 青木和代          |
| グレイシスター             | ミッシー・パイル                        | 鈴木れい子        |
| クロノス                   | ロバート・ネッパー                      | 石塚運昇          |
| ポリュペモス               | ロバート・マイエ ロン・パールマン（声） | 間宮康弘          |
| 預言者                     | ショーレ・アグダシュルー（声）          | 藤生聖子          |
| マーサ                     | オクタヴィア・スペンサー（声）          | 愛河里花子        |
| ジョージ                   | クレイグ・ロビンソン（声）              | ふなっしー        |

- その他の日本語吹き替え：荻沢俊彦／田村真／一戸康太朗／前澤友子／佐藤芳洋／玉木雅士／長尾雅世／諸星すみれ／吉永拓斗／ラヴェルヌ拓海／小林柚葉

## 製作
『パーシー・ジャクソン』の2作目の話は2011年3月に初めて浮上した。2011年10月12日、20世紀フォックスに続編の製作を発表した。主要撮影は2012年4月16日に始まった。当初は2013年3月15日に公開予定であったが、2012年5月に2013年8月への延期が発表された。2013年4月、公開日は2013年8月7日に確定した。撮影はブリティッシュコロンビア州バンクーバーのロバート・バーナビー・パークで行われたが、6月20日から７月22日にかけてはニューオーリンズでプリンセス・アンドロメダの場面が撮られた。2013年1月22日、ローガン・ラーマンはTwitter上で撮影最終日の写真を公開した。

## 評価

### 興行収入
2013年8月27日時点で北米で4842万1169ドル、北米外で6207万4000ドル、全世界で合わせて1億1049万5169ドルを売り上げている。
北米では公開初日に540万ドルを売り上げ、日間興行収入2位となった。さらに初週末3日間での売り上げは1440万1054ドルで4位となった。

### 批評家の反応
Rotten Tomatoesでは97件のレビューで支持率は38%となっている。またMetacriticでは33件のレビューで加重平均値は39/100となっている。